# 로라 램지
로라 램지(Laura Ramsey, 1982년 11월 14일 ~ )는 미국의 배우이다.

## 출연 작품
- 하인드사이트 (2015)
- 풀링 스트링스 (2013)
- 아 유 히어 (2013)
- 노 원 리브스 (2012)
- 원 아웃 오브 세븐 (2011)
- 히로킨 (2011)
- 킬 더 아이리쉬맨 (2011)
- 웨어 더 로드 미츠 더 선 (2010)
- 썸웨어 (2010)
- 미들 맨 (2009)
- 슈링크 (2009)
- 루인스 (2008)
- 롤라 (2007)
- 커버넌트 (2006)
- 쉬즈 더 맨 (2006)
- 크루얼 월드 (2005)
- 베놈 (2005)
- 독타운의 제왕들 (2005)
- 리얼 캔쿤 (2003)